# Kup Bosne i Hercegovine

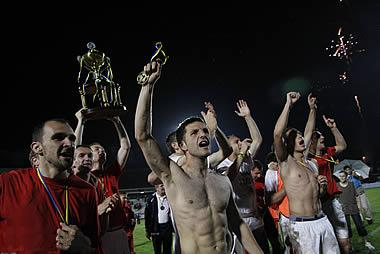
Lo Zrinjski Mostar con la coppa nel 2008

La Coppa di Bosnia ed Erzegovina di calcio (bosniaco: Kup Bosne i Hercegovine/Куп Босне и Херцеговине) è la coppa nazionale calcistica che si tiene annualmente in Bosnia ed Erzegovina. Seconda manifestazione più importante del Campionato bosniaco di calcio dopo la Premijer Liga Bosne i Hercegovine, la squadra vincente si qualifica per la UEFA Europa League.
Dal 1992 (anno in cui le squadre bosniache abbandonarono la Coppa di Jugoslavia) al 2000 venivano organizzate tre separate manifestazioni di coppa, una per ogni entità etnica del Paese. Nel 1998, per la prima volta, la Bosnia Erzegovina ebbe un suo primo vincitore unificato a seguito della "Super finale" tra il FK Sarajevo e il HNK Orašje (vincitori di due differenti manifestazioni; la vincente della zona serba non partecipò). Nel 1999-00 venne organizzata la prima edizione con un format tradizionale da parte della Federazione calcistica della Bosnia ed Erzegovina. Dalla stagione 2000-01, club da tutte le aree del paese partecipano alla manifestazione.

## 1992–2000
Prima del 2000 venivano giocate tre differenti coppe, una per ogni componente etnica del paese. Quella disputata dai bosgnacchi era riconosciuta dalla UEFA e considerata l'unica ufficiale. Dal 1998 è stata aggiunta anche la Kup FBiH, che vedeva protagoniste le migliori squadre della parte bosgnacca e croata.
| Stagione | Kup NS BiH (bosgnacchi) | Kup Herceg-Bosne (croati) | Kup Republike Srpske (serbi) | Kup FBiH (bosgnacchi e croati) |
| -------- | ----------------------- | ------------------------- | ---------------------------- | ------------------------------ |
| 1992–93  | nessuna manifestazione  | nessuna manifestazione    | nessuna manifestazione       | nessuna manifestazione         |
| 1993–94  | nessuna manifestazione  | nessuna manifestazione    | Kozara                       | non disputata                  |
| 1994–95  | Čelik Zenica            | Ljubuški                  | Borac Banja Luka             | non disputata                  |
| 1995–96  | Čelik Zenica            | Ljubuški                  | Borac Banja Luka             | non disputata                  |
| 1996–97  | Sarajevo                | Troglav                   | Sloga Trn                    | non disputata                  |
| 1997–98  | Sarajevo                | Orašje                    | Rudar Ugljevik               | Sarajevo                       |
| 1998–99  | Bosna Visoko            | Brotnjo                   | Rudar Ugljevik               | non disputata                  |
| 1999–00  | non completata          | Orašje                    | Kozara                       | Željezničar                    |

A tutt'oggi vengono disputate solo la Kup Republike Srpske e la Kup FBiH, che fungono da qualificazione per la coppa nazionale.

## Albo d'oro
| Stagione | Vincitore        | Risultato                          | Finalista        |
| -------- | ---------------- | ---------------------------------- | ---------------- |
| 2000-01  | Željezničar      | 3 - 2                              | Sarajevo         |
| 2001-02  | Sarajevo         | 2 – 1                              | Željezničar      |
| 2002-03  | Željezničar      | 0 - 0, 2 - 0 Agg. 2 – 0            | Leotar           |
| 2003-04  | Modriča          | 1 - 1, 4 - 2 Agg. 5 – 3            | Borac Banja Luka |
| 2004-05  | Sarajevo         | 1 - 0, 1 - 1 Agg. 2 – 1            | Široki Brijeg    |
| 2005-06  | Orašje           | 0- 0, 3 - 1 Agg. 3 – 1             | Široki Brijeg    |
| 2006-07  | Široki Brijeg    | 1 - 1, 1 - 0 Agg. 2 – 1            | Slavija          |
| 2007-08  | Zrinjski Mostar  | 1 - 2, 2 - 1 Agg. 3 - 3, 3 - 1 dcr | Sloboda Tuzla    |
| 2008-09  | Slavija          | 0 - 2, 2 - 0 Agg. 2 - 2, 4 - 3 dcr | Sloboda Tuzla    |
| 2009-10  | Borac Banja Luka | 1 - 1, 2 - 2 Agg. 3 - 3 a          | Željezničar      |
| 2010-11  | Željezničar      | 1 - 0, 3 - 0 Agg. 4 - 0            | Čelik Zenica     |
| 2011-12  | Željezničar      | 1 - 0, 0 - 0 Agg. 1 - 0            | Široki Brijeg    |
| 2012-13  | Široki Brijeg    | 1 - 1, 1 - 1 Agg. 2 - 2, 5 - 4 dcr | Željezničar      |
| 2013-14  | Sarajevo         | 2 - 0, 3 - 1 Agg. 5 - 1            | Čelik Zenica     |
| 2014-15  | Olimpik Sarajevo | 1 - 1, 1 - 1 Agg. 2 - 2, 5 - 4 dcr | Široki Brijeg    |
| 2015-16  | Radnik Bijeljina | 1 - 1, 3 - 0 Agg. 4 - 1            | Sloboda Tuzla    |
| 2016-17  | Široki Brijeg    | 1 - 0, 0 - 1 Agg. 1 - 1, 4 - 2 dcr | Sarajevo         |
| 2017-18  | Željezničar      | 2 - 0, 4 - 0 Agg. 6 - 0            | Krupa            |
| 2018-19  | Sarajevo         | 3 - 0, 0 - 1 Agg. 3 - 1            | Široki Brijeg    |
| 2020-21  | non assegnata    |                                    |                  |
| 2020-21  | Sarajevo         | 0 - 0 4 - 1 dcr                    | Borac Banja Luka |
| 2021-22  | Velež Mostar     | 0 - 0 4 - 3 dcr                    | Sarajevo         |
| 2022-23  | Zrinjski Mostar  | 1 – 0                              | Velež Mostar     |
| 2023-24  | Zrinjski Mostar  | 1 – 0, 1 – 0                       | Borac Banja Luka |
| 2024-25  | Sarajevo         | 4 – 0, 1 – 1                       | Široki Brijeg    |

## Titoli per squadra
| Club             | Vittorie | Annate                                         | Finalista | Annate                             |
| ---------------- | -------- | ---------------------------------------------- | --------- | ---------------------------------- |
| Sarajevo         | 8        | 1997, 1998, 2002, 2005, 2014, 2019, 2021, 2025 | 4         | 1999, 2001, 2017, 2022             |
| Željezničar      | 6        | 2000, 2001, 2003, 2011, 2012, 2018.            | 4         | 1997, 2002, 2010, 2013             |
| Široki Brijeg    | 3        | 2007, 2013, 2017                               | 6         | 2005, 2006, 2012, 2015, 2019, 2025 |
| Zrinjski Mostar  | 3        | 2008, 2023, 2024                               |           |                                    |
| Borac Banja Luka | 1        | 2010                                           | 3         | 2004, 2021, 2024                   |
| Slavija          | 1        | 2009                                           | 1         | 2007                               |
| Modriča          | 1        | 2004                                           |           |                                    |
| Orašje           | 1        | 2006                                           |           |                                    |
| Olimpik Sarajevo | 1        | 2015                                           |           |                                    |
| Radnik Bijeljina | 1        | 2016                                           |           |                                    |
| Velež Mostar     | 1        | 2022                                           | 1         | 2023                               |
| Sloboda Tuzla    |          |                                                | 3         | 2008, 2009, 2016                   |
| Čelik Zenica     |          |                                                | 2         | 2011, 2014                         |
| Leotar           |          |                                                | 1         | 2003                               |
| Krupa            |          |                                                | 1         | 2018                               |